# Dominic Foley
Dominic Joseph Foley (ur. 7 lipca 1976 w Cork) – irlandzki piłkarz występujący na pozycji napastnika.

## Kariera klubowa
Foley karierę rozpoczynał w 1994 roku w drugoligowym irlandzkim zespole St James’s Gate. W 1995 roku przeszedł do angielskiego Wolverhamptonu z Division One. Był z niego wypożyczany do zespołów Division Two - Watfordu oraz Notts County, a także do greckiego Ethnikosu Pireus.
W 1999 roku Foley został zawodnikiem Watfordu, grającego już w Premier League. W lidze tej zadebiutował 14 sierpnia 1999 w wygranym 1:0 meczu z Liverpoolem. 3 maja 2000 w przegranym 1:3 pojedynku z Leeds United zdobył swoją jedyną bramkę w Premier League. W sezonie 1999/2000 zajął z Watfordem ostatnie, 20. miejsce w Premier League i spadł z nim do Division One. W kolejnych latach był wypożyczany z Watfordu do QPR (Division Two), Swindon Town (Division Two), Southend United (Division Three) oraz Oxfordu United (Division Three).
W 2003 roku Foley przeszedł do portugalskiej Bragi. W pierwszej lidze portugalskiej zadebiutował 30 sierpnia 2003 w wygranym 2:0 spotkaniu z Moreirense FC. W Bradze spędził sezon 2003/2004. Następnie grał w irlandzkim Bohemiansie, a w 2005 roku przeniósł się do belgijskiego KAA Gent. W Eerste klasse pierwszy raz wystąpił 10 września 2005 w wygranym 2:0 meczu z KRC Genk. W sezonie 2007/2008 dotarł z zespołem do finału Pucharu Belgii, przegranego jednak 2:3 z Anderlechtem.
Na początku 2009 roku Foley odszedł do innego pierwszoligowca, Cercle Brugge. W sezonie 2009/2010 również z nim osiągnął finał Pucharu Belgii, w którym Cercle zostało pokonane 3:0 przez KAA Gent. W 2012 roku Foley wrócił do Irlandii, gdzie został graczem drugoligowego Limerick. W tym samym roku zakończył tam karierę.

## Kariera reprezentacyjna
W reprezentacji Irlandii Foley zadebiutował 30 maja 2000 w przegranym 1:2 towarzyskim meczu ze Szkocją. 4 czerwca 2000 w zremisowanym 2:2 towarzyskim pojedynku z Meksykiem strzelił swojego pierwszego gola w kadrze. W drużynie narodowej rozegrał 6 spotkań i zdobył 2 bramki.